# Marc Wilmots
Marc Wilmots (Jodoigne, 22 de febrero de 1969) es un exfutbolista y entrenador belga considerado como uno de los mejores de la historia de su país y participó en cuatro Copas del Mundo con su selección. El ex mediocampista tuvo un breve paso por la política en su país.

## Biografía

### Como jugador
Clubes
Wilmots se formó en el Sint-Truiden con el cual debutó en el fútbol profesional en 1987 logrando el ascenso a la Primera División de Bélgica en su primera temporada. Un año más tarde pasó al Y.R. K.V. Mechelen, donde obtuvo la Supercopa de Europa y el campeonato de Primera División belga. En 1991 volvió a cambiar de club dentro de su país, en esta ocasión para jugar en el Standard de Lieja con el cual ganó una Copa de Bélgica.
El mediocampista jugó como extremo en el FC Schalke 04 (de Alemania) en dos etapas (1996-2000 y 2001-2003). Allí se convirtió en ídolo de la hinchada por su estilo de juego combativo y su importante papel en la obtención de la Copa UEFA en 1997 y la Copa de Alemania en 2002. Entre sus dos etapas tuvo un paso por el Bordeaux de Francia.
Selección nacional
Wilmots jugó 70 partidos y cuatro Copas del Mundo con la Selección de fútbol de Bélgica. En el mundial de Italia 90 con 21 años estuvo dentro de los 23 seleccionados belgas, pero no jugó un solo minuto. Para Estados Unidos 1994 jugo 2 partidos como titular. En los 2 siguientes mundiales (1998 y 2002) fue líder y titular indiscutible.
Convirtió 28 goles con su selección, 2 en la Copa Mundial de Fútbol de 1998 ambos a México y 3 en el Mundial de 2002 anotando en todos los partidos de la primera fase: uno a Japón, uno a Túnez y otro gol a Rusia, además de un gol legal injustamente anulado frente al futuro campeón Brasil sobre las postrimerías del 1.er tiempo en octavos de final (que hubiera sido el 1-0 belga e irse al descanso), al final Bélgica cayó 2-0 con goles de Rivaldo y Ronaldo en el 2.º tiempo. Wilmots fue el referente de su selección y el mejor jugador. Antes Wilmots jugó la Eurocopa 2000 donde Bélgica fue coorganizador. Su buen desempeño en el Mundial de 2002 le valió una nominación para el Balón de Oro.
Participaciones en Copas del Mundo
| Mundial                        | Sede                  | Resultado        | Partidos | Goles |
| ------------------------------ | --------------------- | ---------------- | -------- | ----- |
| Copa Mundial de Fútbol de 1990 | Italia                | Octavos de final | 0        | 0     |
| Copa Mundial de Fútbol de 1994 | Estados Unidos        | Octavos de final | 1        | 0     |
| Copa Mundial de Fútbol de 1998 | Francia               | Primera fase     | 3        | 2     |
| Copa Mundial de Fútbol de 2002 | Corea del Sur y Japón | Octavos de final | 4        | 3     |

### Política
Luego de retirarse del fútbol, Wilmots decidió involucrarse en política. De hecho, fue elegido senador nacional por el Movimiento Reformador, un partido político liberal francófono. Sin embargo, su carrera política no fue tan exitosa como la deportiva y en 2005 decidió renunciar a su banca.

### Como entrenador
Wilmots comenzó su trayectoria como técnico de forma inesperada, dirigiendo al FC Schalke 04 en los últimos partidos de la temporada 2002-03. Posteriormente, en 2004, tuvo un breve paso en el banquillo de su primer club, el Sint-Truiden, pero fue despedido en febrero de 2005.
Entre 2009 y 2012, fue asistente de los seleccionadores de Bélgica, Dick Advocaat y Georges Leekens. Tras la marcha de este último en junio de 2012, Wilmots se hizo cargo del combinado nacional belga, al que logró clasificar para el Mundial de Brasil tras 12 años de su última participación en una cita mundialista. Allí alcanzó los cuartos de final, donde perdió ante Argentina. En la Eurocopa 2016, Bélgica también fue eliminada en cuartos de final; y pocos días después, la Real Federación Belga de Fútbol anunció la rescisión del contrato de Wilmots.
En marzo de 2017, se convirtió en el nuevo seleccionador de Costa de Marfil. Sin embargo, en noviembre de 2017, tras no poder clasificar a los elefantes para el Mundial de Rusia, decidió rescindir su contrato "de común acuerdo" con la Federación del país africano.
En mayo de 2019, tomó el mando de la selección de fútbol de Irán. Seis meses después, en diciembre, rescindió su contrato alegando un incumplimiento de las obligaciones de la Federación de Fútbol de Irán.
En noviembre de 2021, fue contratado por el Raja Casablanca de Marruecos, siendo destituido en febrero de 2022.
En enero de 2024, se incorporó al FC Schalke 04 en calidad de director deportivo.

## Clubes

### Como jugador
| Club                  | País     | Año       |
| --------------------- | -------- | --------- |
| Sint-Truidense        | Bélgica  | 1987-1988 |
| RKV Malinas           | Bélgica  | 1988-1991 |
| Standard Lieja        | Bélgica  | 1991-1996 |
| Schalke 04            | Alemania | 1996-2000 |
| Girondins de Bordeaux | Francia  | 2000-2001 |
| Schalke 04            | Alemania | 2001-2003 |

### Como entrenador
| Club                     | País            | Año       |
| ------------------------ | --------------- | --------- |
| FC Schalke 04            | Alemania        | 2003      |
| Sint-Truidense           | Bélgica         | 2004-2005 |
| Selección belga          | Bélgica         | 2012-2016 |
| Selección costamarfileña | Costa de Marfil | 2017      |
| Selección iraní          | Irán            | 2019      |
| Raja Casablanca          | Marruecos       | 2021-2022 |

## Palmarés

### Campeonatos nacionales
| Título           | Club           | País     | Año       |
| ---------------- | -------------- | -------- | --------- |
| Segunda División | Sint-Truidense | Bélgica  | 1986-1987 |
| Primera División | RKV Malinas    | Bélgica  | 1988-1989 |
| Copa de Bélgica  | Standard Lieja | Bélgica  | 1993      |
| Copa de Alemania | Schalke 04     | Alemania | 2002      |

### Copas internacionales
| Título              | Club        | País     | Año  |
| ------------------- | ----------- | -------- | ---- |
| Supercopa de Europa | RKV Malinas | Bélgica  | 1988 |
| Copa UEFA           | Schalke 04  | Alemania | 1997 |

### Distinciones individuales
| Distinción                  | Año       |
| --------------------------- | --------- |
| Jugador joven belga del año | 1989-1990 |